# Precuela
Una precuela es una obra narrativa (literaria, teatral, cinematográfica, etc.), cuya historia precede a la de una obra inicial y central, enfocándose en los acontecimientos que se producen antes de los relatados en la obra inicial; esto es, una obra que forma parte de una historia de trasfondo a la obra que le da origen. Como las secuelas, las precuelas pueden o no centrarse en la misma trama que la obra de la que se derivan. A menudo explican los antecedentes que llevaron a los acontecimientos de la obra principal; pero a veces estas relaciones no son tan explícitas. En ocasiones, las precuelas parten del entendido de que el público sabe lo que va a ocurrir a continuación, utilizando referencias deliberadas para crear ironía dramática.

## Antecedentes
Aunque la palabra precuela es del siglo XX, las obras que se ajustan a este concepto existen desde hace mucho tiempo. Por ejemplo, el poema griego clásico Cipria presupone que los oyentes tenían conocimientos de los sucesos de la epopeya homérica y se limita a narrar lo que precedió a la Ilíada como una suerte de introducción.
Según el diccionario de lengua inglesa Oxford English Dictionary el uso más temprano conocido de la palabra «prequel» es de 1922, en la revista Publisher's Weekly. 
Apareció impresa en 1958 en un artículo de Anthony Boucher en The Magazine of Fantasy & Science Fiction, utilizándola para describir la novela de James Blish: They Shall Have Stars —que es la primera de cuatro historias que pertenecen a la tetralogía Cities in Flight—. El término se generalizó en la lengua inglesa entre las décadas de 1970 y 1980.
La película de vaqueros Butch and Sundance: The Early Days (1979), que es la antesala de la historia principal Dos hombres y un destino (1969), pudo haber introducido el término «precuela» en el habla cotidiana. El término se hizo aún más popular debido a la trilogía de historias anteriores a la central de La guerra de las galaxias (1999—2005).

## Uso
Como una secuela, una precuela todavía se adhiere al principio general de serialización, que se define solo por su cronología y orden de publicación internos. Por ejemplo, los episodios de La guerra de las galaxias, que fueron lanzados en este orden: episodios IV a VI, seguidos de los episodios I a III; La guerra de las galaxias: episodio I - La amenaza fantasma (1999), los cuales narran una historia que ocurre antes de La guerra de las galaxias: episodio VI - El regreso del jedi (1983), pero debido al orden de lanzamiento y en virtud de la definición del diccionario, es solo un precursor en lugar de una «precuela» de La guerra de las galaxias: episodio II - El ataque de los clones.
A veces una precuela describe continuaciones en las que no siempre es posible aplicar una clasificación definida exclusivamente en términos de intertextualidad, dado que las distintas obras pueden incluir escenas retrospectivas (recurso conocido como analepsis o flashback), por lo que la historia no se narra de modo lineal. Por ejemplo, en el caso de El padrino, parte II, la narración combina elementos de una historia anexa a los de una secuela más general por tener dos hilos narrativos intercalados, continuando desde la primera película —la historia de la familia mafiosa, que está bajo el liderazgo de Michael Corleone—, detallando eventos completamente separados que la preceden —la historia de la juventud de su padre Vito Corleone—. En este sentido, la película en cuestión puede ser considerada a la vez como una precuela y como una secuela, es decir, tanto una historia anterior como de continuación; a menudo, El padrino, parte II, es referida de ambas maneras.
En la serie de películas El planeta de los simios, pese a que las tres últimas describen eventos cronológicamente anteriores a los de la primera, la narrativa en sí es continua. Las entregas posteriores (Escape, Conquista y Batalla) son a veces llamadas «precuelas» en el amplio sentido de la palabra, y definidas tanto en términos generales —como entregas posteriores—, como más precisos —así que es una continuación del hilo narrativo establecido con anterioridad—, siendo también secuelas.
En ocasiones, el término «precuela» se ha aplicado a los antecedentes y reinicios (reboots o relanzamientos), tales como Rise of the Planet of the Apes, Batman Begins y Casino Royale. Los creadores, tanto de Batman Begins como de Rise of the Planet of the Apes, manifestaron asimismo su intención de prescindir de la continuidad de las películas anteriores, por lo que las nuevas existirían como obras separadas. Christopher Nolan (director de Batman Begins) hace explícito lo que se considera una «precuela». Aquí, el término «precuela» denota condición de franquicia de medios y renovación del original, ya que describe los acontecimientos iniciales del ciclo narrativo, e internamente inconsistentes, de aquellos previamente publicados. Algunos críticos exigen que una «precuela» ha de concluir en donde comienza la historia original, toda vez que son incompatibles con las obras que prescinden de la narrativa del trabajo anterior y carecen de relevancia dentro de la continuidad en sí misma.

## Terminología y etimología
El término es un neologismo del siglo XX construido con el prefijo «pre~» (del latín prae, antes) y «~quel», el cual fue formado por aféresis —supresión de algún sonido al principio de un vocablo— del término inglés «sequel», admitiendo que se compone de un supuesto afijo «se~» y una supuesta raíz «~quel».
Según el Oxford English Dictionary la palabra «sequel» deriva del vocablo latino «sequēla», y ésta a su vez del verbo latino «sequor» (seguir), no existiendo en latín el término «prequēla» ni un verbo «prequor».

### En español
El lingüista Prieto García-Seco, autor de un trabajo de 2009 en el que expuso la procedencia del término «precuela» y su difusión tanto en español como en otras lenguas, además de la anómala formación del inglés «prequel», sugirió la posibilidad de emplear en su lugar o bien una expresión perifrástica como «historia previa» o bien un término existente en nuestro idioma proporcionándole un nuevo significado. Se sugirió también el uso del término «protosecuela».
Sin embargo, la Real Academia de la Lengua Española, en colaboración con las otras academias de la Asociación de Academias de la Lengua Española recogió el uso de precuela en su edición del Diccionario de la lengua española de 2014.